# Vodostaj
Vodostaj is een plaats in de gemeente Karlovac in de Kroatische provincie Karlovac. De plaats telt 705 inwoners (2001).